# Lostboi Lino
Lostboi Lino ist ein deutscher Rapper.

## Leben
Lostboi Lino kommt aus dem Raum Stuttgart, wuchs aber in Rheinland-Pfalz auf. Nach der Schule machte er eine Ausbildung zum Mechaniker, begann jedoch anschließend sich auf seine Musikkarriere zu konzentrieren. Bereits mit sechs Jahren entdeckte er seine Liebe zur Musik. Musikalische Vorbilder fand er sowohl im Hip-Hop als auch im Grunge und Punkrock. Zu seinen Lieblingskünstlern gehören unter anderem Die Toten Hosen, Kool Savas und Deichkind. Nach eigener Aussage entstand sein erster Song über ein Fisher-Price-Kinderaufnahmegerät. Dies ließ er auch auf seine Brust tätowieren. Seinen Rapstil bezeichnet er in Anlehnung an den Begriff Nu Metal als Nu Rap. Durch seine häufig emotionalen Texte und durch die Integration von Gitarren wird seine Musik auch manchmal dem Emo-Rap zugeordnet.
Als Newcomer durfte er im Raum Stuttgart unter anderem Künstler wie ASD, Die Orsons und Cro supporten. Er fand dann auch einen Plattenvertrag beim Stuttgarter Independent-Label Chimperator Productions.
Am 7. Mai 2021 veröffentlichte er sein Debütalbum Lost Tape. Unter anderem nahm er eine neue Version von Herbert Grönemeyers Hit Männer auf, der sich kritisch mit dem klassischen Bild von Männlichkeit auseinandersetzt. Das Booklet enthält nicht die Songtexte, sondern eine Geschichte über seinen verstorbenen Bruder. Das Album erreichte Platz 95 der deutschen Charts.
Am 21. Juli 2023 erschien sein zweites Album Phase. Da er auf dem ersten Album vor allem ältere Songs neu auflegte, bezeichnete er Phase als sein eigentliches Debütalbum. Das Album erreichte Platz 51 der deutschen Albencharts.

## Diskografie

### Alben
- 2021: Lost Tape (Chimperator Productions)
- 2023: Phase (Chimperator Productions)

### EPs
- 2020: Du fehlst (Eigenproduktion)
- 2020: Schuhe (Eigenproduktion)
- 2021: Ich bin da (Eigenproduktion)
- 2024: Liveboi Lino (Live)

### Singles
- 2022: Hal5 (mit Sharaktah)
- 2023: Phase
- 2023: Sonnenmond
- 2023: Formular
- 2023: Designer
- 2023: Hilfe
- 2024: Drive Bye (mit Swiss und die Andern)

### Gastbeiträge
- 2021: Trille: Kenn ich schon